# Joe Louis
Joseph »Joe« Louis Barrow, ameriški boksar, * 13. maj 1914, Lafayette, Alabama, † 12. april 1981, Paradise, Nevada, ZDA.
Joe Louis je pokojni ameriški boksar in svetovni boksarski prvak v težki kategoriji med letoma 1938 in 1949. Velja za enega najboljših boksarjev težke kategorije vseh časov. Louis, z vzdevkom Brown Bomber, je pomagal povzdigniti priljubljenost boksa z ugledom poštenega in garaškega borca v obdobju, ko so svetu boksa vladali stavniški interesi. Louisova vladavina svetovnega prvaka je trajala 140 zaporednih mesecev. V svojem času je sodeloval v 27-ih borbah za naslov prvaka, 26-ih kot svetovni prvak, v zadnji pa kot izzivalec Ezzardu Charlesu za naslov prvaka. 25-krat je uspešno ubranil naslov svetovnega prvaka, kar je rekord v težki kategoriji. Leta 2005 je Mednarodna organizacija za raziskovanje boksa Louisa imenovala za najboljšega boksarja v težki kategoriji vseh časov, revija The Ring pa ga je uvrstila na prvo mesto lestvice stotih borcev z najmočnejšimi udarci.
Louis je vplival tudi na dogajanje izven ringa. Splošno je priznan za Afroameričana, ki je v ZDA dobil status narodnega heroja, in kot odločen nasprotnik nacizma pred in med drugo svetovno vojno. Pomemben je bil tudi njegov vpliv v preboju temnopoltih golfistov v ZDA, ko je nastopil na turnirju serije PGA leta 1952. V Detroitu se po njem imenuje dvorana Joe Louis Arena, kjer igrajo Detroit Red Wingsi v ligi NHL.

## Profesionalni dvoboji
| 66 zmag (52 s prekinitvijo, 13 z odločitvijo, 1 z diskvalifikacijo), 3 porazi (2 s prekinitvijo, 1 z odločitvijo), 1 brez boja |           |                    |                          |             |                    |                                                   |                                                                                               |
| Rez. | Niz       | Nasprotnik         | Tip                      | Runda (čas) | Datum              | Lokacija                                          | Opombe                                                                                        |
| Poraz | 66–3 1 BB | Rocky Marciano     | S takojšnjo prekinitvijo | 8 (10)      | 26. oktober 1951   | Madison Square Garden, New York, New York         |                                                                                               |
| Zmaga | 66–2 1 BB | Jimmy Bivins       | Z odločitvijo            | 10          | 15. avgust 1951    | Memorial Stadium, Baltimore, Maryland             |                                                                                               |
| Zmaga | 65–2 1 BB | Cesar Brion        | Z odločitvijo            | 10          | 1. avgust 1951     | Cow Palace, San Francisco, Kalifornija            |                                                                                               |
| Zmaga | 64–2 1 BB | Lee Savold         | S prekinitvijo           | 6 (15)      | 15. junij 1951     | Madison Square Garden, New York, New York         |                                                                                               |
| Zmaga | 63–2 1 BB | Omelio Agramonte   | Z odločitvijo            | 10          | 2. maj 1951        | Olympia Stadium, Detroit, Michigan                |                                                                                               |
| Zmaga | 62–2 1 BB | Andy Walker        | S takojšnjo prekinitvijo | 10 (10)     | 23. februar 1951   | Cow Palace, San Francisco, Kalifornija            |                                                                                               |
| Zmaga | 61–2 1 BB | Omelio Agramonte   | Z odločitvijo            | 10          | 7. februar 1951    | Miami Stadium, Miami, Florida                     |                                                                                               |
| Zmaga | 60–2 1 BB | Freddie Beshore    | S takojšnjo prekinitvijo | 4 (10)      | 3. januar 1951     | Olympia Stadium, Detroit, Michigan                |                                                                                               |
| Zmaga | 59–2 1 BB | Cesar Brion        | Z odločitvijo            | 10          | 29. november 1950  | Chicago Stadium, Chicago, Illinois                |                                                                                               |
| Poraz | 58–2 1 BB | Ezzard Charles     | Z odločitvijo            | 15          | 27. september 1950 | Yankee Stadium, Bronx, New York                   | Za naslov prvaka v težki kategoriji.                                                          |
| NC | 58–1 1 BB | Johnny Shkor       | Neodločeno               | 10          | 14. november 1949  | Boston Garden, Boston, Massachusetts              |                                                                                               |
| Zmaga | 58–1      | Jersey Joe Walcott | S prekinitvijo           | 11 (15)     | 25. junij 1948     | Yankee Stadium, Bronx, New York                   | Ubranil naslov prvaka v težki kategoriji. Louis je napovedal svojo upokojitev 1. marca, 1949. |
| Zmaga | 57–1      | Jersey Joe Walcott | Z odločitvojo            | 15          | 5. december 1947   | Madison Square Garden, New York, New York         | Ubranil naslov prvaka v težki kategoriji.                                                     |
| Zmaga | 56–1      | Tami Mauriello     | S prekinitvijo           | 1 (15)      | 18. september 1946 | Yankee Stadium, Bronx, New York                   | Ubranil naslov prvaka v težki kategoriji.                                                     |
| Zmaga | 55–1      | Billy Conn         | S prekinitvijo           | 8 (15)      | 19. junij 1946     | Yankee Stadium, Bronx, New York                   | Ubranil naslov prvaka v težki kategoriji.                                                     |
| Zmaga | 54–1      | Johnny Davis       | S takojšnjo prekinitvijo | 1 (4)       | 14. november 1944  | Memorial Auditorium, Buffalo, New York            | Ubranil naslov prvaka v težki kategoriji po NYSAC.                                            |
| Zmaga | 53–1      | Abe Simon          | S takojšnjo prekinitvijo | 6 (15)      | 27. marec 1942     | Madison Square Garden, New York, New York         | Ubranil naslov prvaka v težki kategoriji.                                                     |
| Zmaga | 52–1      | Buddy Baer         | S prekinitvijo           | 1 (15)      | 9. januar 1942     | Madison Square Garden, New York, New York         | Ubranil naslov prvaka v težki kategoriji.                                                     |
| Zmaga | 51–1      | Lou Nova           | S takojšnjo prekinitvijo | 6 (15)      | 29. september 1941 | Polo Grounds, New York, New York                  | Ubranil naslov prvaka v težki kategoriji.                                                     |
| Zmaga | 50–1      | Billy Conn         | S prekinitvijo           | 13 (15)     | 18. junij 1941     | Polo Grounds, New York, New York                  | Ubranil naslov prvaka v težki kategoriji. Dvoboj leta 1941 po reviji The Ring.                |
| Zmaga | 49–1      | Buddy Baer         | Diskvalifikacija         | 7 (15)      | 23. maj 1941       | Griffith Stadium, District of Columbia            | Ubranil naslov prvaka v težki kategoriji.                                                     |
| Zmaga | 48–1      | Tony Musto         | S takojšnjo prekinitvijo | 9 (15)      | 8. april 1941      | Arena, St. Louis, Missouri                        | Ubranil naslov prvaka v težki kategoriji.                                                     |
| Zmaga | 47–1      | Abe Simon          | S takojšnjo prekinitvijo | 13 (20)     | 21. marec 1941     | Olympia Stadium, Detroit, Michigan                | Ubranil naslov prvaka v težki kategoriji.                                                     |
| Zmaga | 46–1      | Gus Dorazio        | S prekinitvijo           | 2 (15)      | 17. februar 1941   | Convention Hall, Philadelphia, Pennsylvania       | Ubranil naslov prvaka v težki kategoriji.                                                     |
| Zmaga | 45–1      | Red Burman         | S prekinitvijo           | 5 (15)      | 31. januar 1941    | Madison Square Garden, New York, New York         | Ubranil naslov prvaka v težki kategoriji.                                                     |
| Zmaga | 44–1      | Al McCoy           | S takojšnjo prekinitvijo | 6 (15)      | 16. december 1940  | Boston Garden, Boston, Massachusetts              | Ubranil naslov prvaka v težki kategoriji.                                                     |
| Zmaga | 43–1      | Arturo Godoy       | S takojšnjo prekinitvijo | 8 (15)      | 20. junij 1940     | Yankee Stadium, Bronx, New York                   | Ubranil naslov prvaka v težki kategoriji.                                                     |
| Zmaga | 42–1      | Johnny Paychek     | S takojšnjo prekinitvijo | 2 (15)      | 29. marec 1940     | Madison Square Garden, New York, New York         | Ubranil naslov prvaka v težki kategoriji.                                                     |
| Zmaga | 41–1      | Arturo Godoy       | Z odločitvojo            | 15          | 9. februar 1940    | Madison Square Garden, New York, New York         | Ubranil naslov prvaka v težki kategoriji.                                                     |
| Zmaga | 40–1      | Bob Pastor         | S prekinitvijo           | 11 (20)     | 20. september 1939 | Briggs Stadium, Detroit, Michigan                 | Ubranil naslov prvaka v težki kategoriji. Dvoboj leta 1939 po reviji The Ring.                |
| Zmaga | 39–1      | Tony Galento       | S takojšnjo prekinitvijo | 4 (15)      | 28. junij 1939     | Yankee Stadium, Bronx, New York                   | Ubranil naslov prvaka v težki kategoriji.                                                     |
| Zmaga | 38–1      | Jack Roper         | S prekinitvijo           | 1 (10)      | 17. april 1939     | Wrigley Field, Los Angeles, Kalifornija           | Ubranil naslov prvaka v težki kategoriji.                                                     |
| Zmaga | 37–1      | John Henry Lewis   | S prekinitvijo           | 1 (15)      | 25. januar 1939    | Madison Square Garden, New York, New York         | Ubranil naslov prvaka v težki kategoriji.                                                     |
| Zmaga | 36–1      | Max Schmeling      | S prekinitvijo           | 1 (15)      | 22. junij 1938     | Yankee Stadium, Bronx, New York                   | Ubranil naslov prvaka v težki kategoriji. Dvoboj desetletja po reviji The Ring.               |
| Zmaga | 35–1      | Harry Thomas       | S prekinitvijo           | 5 (15)      | 1. april 1938      | Chicago Stadium, Chicago, Illinois                | Ubranil naslov prvaka v težki kategoriji.                                                     |
| Zmaga | 34–1      | Nathan Mann        | S prekinitvijo           | 3 (15)      | 23. februar 1938   | Madison Square Garden, New York, New York         | Ubranil naslov prvaka v težki kategoriji.                                                     |
| Zmaga | 33–1      | Tommy Farr         | Z odločitvijo            | 15          | 30. avgust 1937    | Yankee Stadium, Bronx, New York                   | Ubranil naslov prvaka v težki kategoriji. Dvoboj leta 1937 po reviji The Ring.                |
| Zmaga | 32–1      | James J. Braddock  | S prekinitvijo           | 8 (15)      | 22. junij 1937     | Comiskey Park, Chicago, Illinois                  | Osvojil naslov prvaka v težki kategoriji.                                                     |
| Zmaga | 31–1      | Natie Brown        | S prekinitvijo           | 4 (10)      | 17. februar 1937   | Municipal Auditorium, Kansas City, Missouri       |                                                                                               |
| Zmaga | 30–1      | Bob Pastor         | Z odločitvijo            | 10          | 29. januar 1937    | Madison Square Garden, New York, New York         |                                                                                               |
| Zmaga | 29–1      | Steve Ketchel      | S prekinitvijo           | 2 (4)       | 11. januar 1937    | Broadway Auditorium, Buffalo, New York            |                                                                                               |
| Zmaga | 28–1      | Eddie Simms        | S takojšnjo prekinitvijo | 1 (10)      | 14. december 1936  | Public Hall, Cleveland, Ohio                      |                                                                                               |
| Zmaga | 27–1      | Jorge Brescia      | S prekinitvijo           | 3 (10)      | 9. oktober 1936    | Hippodrome, New York, New York                    |                                                                                               |
| Zmaga | 26–1      | Al Ettore          | S prekinitvijo           | 5 (15)      | 22. september 1936 | Municipal Stadium, Philadelphia, Pennsylvania     |                                                                                               |
| Zmaga | 25–1      | Jack Sharkey       | S prekinitvijo           | 3 (10)      | 18. avgust 1936    | Yankee Stadium, Bronx, New York                   |                                                                                               |
| Poraz | 24–1      | Max Schmeling      | S prekinitvijo           | 12 (15)     | 19. junij 1936     | Yankee Stadium, Bronx, New York                   | Dvoboj leta 1936 po reviji The Ring.                                                          |
| Zmaga | 24–0      | Charley Retzlaff   | S prekinitvijo           | 1 (15)      | 17. januar 1936    | Chicago Stadium, Chicago, Illinois                |                                                                                               |
| Zmaga | 23–0      | Paulino Uzcudun    | S takojšnjo prekinitvijo | 4 (15)      | 13. december 1935  | Madison Square Garden, New York, New York         |                                                                                               |
| Zmaga | 22–0      | Max Baer           | S prekinitvijo           | 4 (15)      | 24. september 1935 | Yankee Stadium, Bronx, New York                   | Dvoboj leta 1935 po reviji The Ring.                                                          |
| Zmaga | 21–0      | King Levinsky      | S takojšnjo prekinitvijo | 1 (10)      | 7. avgust 1935     | Comiskey Park, Chicago, Illinois                  |                                                                                               |
| Zmaga | 20–0      | Primo Carnera      | S takojšnjo prekinitvijo | 6 (15)      | 25. junij 1935     | Yankee Stadium, Bronx, New York                   |                                                                                               |
| Zmaga | 19–0      | Biff Bennett       | S prekinitvijo           | 1 (6)       | 22. april 1935     | Memorial Hall, Dayton, Ohio                       |                                                                                               |
| Zmaga | 18–0      | Roy Lazer          | S prekinitvijo           | 3 (10)      | 12. april 1935     | Chicago Stadium, Chicago, Illinois                |                                                                                               |
| Zmaga | 17–0      | Natie Brown        | Z odločitvijo            | 10          | 29. marec 1935     | Olympia Stadium, Detroit, Michigan                |                                                                                               |
| Zmaga | 16–0      | Don Barry          | S takojšnjo prekinitvijo | 3 (10)      | 8. marec 1935      | Dreamland Auditorium, San Francisco, Kalifornija  |                                                                                               |
| Zmaga | 15–0      | Lee Ramage         | S takojšnjo prekinitvijo | 2 (10)      | 21. februar 1935   | Wrigley Field, Los Angeles, Kalifornija           |                                                                                               |
| Zmaga | 14–0      | Hans Birkie        | S takojšnjo prekinitvijo | 10 (10)     | 11. januar 1935    | Duquesne Gardens, Pittsburgh, Pennsylvania        |                                                                                               |
| Zmaga | 13–0      | Patsy Perroni      | Po točkah                | 10          | 4. januar 1935     | Olympia Stadium, Detroit, Michigan                |                                                                                               |
| Zmaga | 12–0      | Lee Ramage         | S takojšnjo prekinitvijo | 8 (10)      | 14. december 1934  | Chicago Stadium, Chicago, Illinois                |                                                                                               |
| Zmaga | 11–0      | Charley Massera    | S prekinitvijo           | 3 (10)      | 30. november 1934  | Coliseum, Chicago, Illinois                       |                                                                                               |
| Zmaga | 10–0      | Stanley Poreda     | S prekinitvijo           | 1 (10)      | 14. november 1934  | Arcadia Gardens, Chicago, Illinois                |                                                                                               |
| Zmaga | 9–0       | Jack O'Dowd        | S prekinitvijo           | 2 (10)      | 31. oktober 1934   | Arcadia Gardens, Chicago, Illinois                |                                                                                               |
| Zmaga | 8–0       | Art Sykes          | S prekinitvijo           | 8 (10)      | 24. oktober 1934   | Arcadia Gardens, Chicago, Illinois                |                                                                                               |
| Zmaga | 7–0       | Adolph Wiater      | Po točkah                | 10          | 26. september 1934 | Arcadia Gardens, Chicago, Illinois                |                                                                                               |
| Zmaga | 6–0       | Al Delaney         | S takojšnjo prekinitvijo | 4 (10)      | 11. september 1934 | Naval Armory, Detroit, Michigan                   |                                                                                               |
| Zmaga | 5–0       | Buck Everett       | S prekinitvijo           | 2 (8)       | 27. avgust 1934    | Marigold Gardens Outdoor Arena, Chicago, Illinois |                                                                                               |
| Zmaga | 4–0       | Jack Kranz         | Z odločitvijo            | 8           | 13. avgust 1934    | Marigold Gardens Outdoor Arena, Chicago, Illinois |                                                                                               |
| Zmaga | 3–0       | Larry Udell        | S takojšnjo prekinitvijo | 2 (8)       | 30. julij 1934     | Marigold Gardens Outdoor Arena, Chicago, Illinois |                                                                                               |
| Zmaga | 2–0       | Willie Davies      | S takojšnjo prekinitvijo | 3 (6)       | 12. julij 1934     | Bacon's Arena, Chicago, Illinois                  |                                                                                               |
| Zmaga | 1–0       | Jack Kracken       | S prekinitvijo           | 1 (6)       | 4. julij 1934      | Bacon's Arena, Chicago, Illinois                  |                                                                                               |